# 江萬仞
江萬仞（1521年—1601年），字若度，號達泉，福建泉州府晉江縣人，匠籍，明朝政治人物。

## 生平
嘉靖二十五年（1546年）丙午科福建鄉試第六十八名舉人，三十二年（1553年）中式癸丑科會試第三百四十二名，三甲第八十名進士。刑部觀政，授貴溪縣知縣，升南京戶部主事，升員外郎、郎中，出為江西按察司僉事，謫兩淮鹽運司判官，升德慶州知州，隆慶二年（1568年）改廉州府同知，調鄖陽府同知，升潯州府知府，萬曆十三年（1585年）十月升陝西行太僕寺少卿，致仕歸里，二十九年（1601年）卒。

## 家族
曾祖江敏義；祖父江復亨；父江潮（1497年-1572年），字體信，號期述，贈南京戶部郎中。母韋氏（封安人）。兄江萬儼、江萬偉，弟江萬傑、江萬修、江萬程、江萬領、江萬有、江萬毓、江萬秀、江萬川。